# Gordonia (Bakterien)
Die Gattung Gordonia beinhaltet grampositive auf dem Boden lebende Bakterien. Sie gehören zu den Actinobakterien. Sie sind auf der ganzen Welt verbreitet und bereits an vielen verschiedenen Orten isoliert worden.

## Merkmale
Bei den Vertretern der Gattung Gordonia handelt es sich um grampositive Bakterien. Sie sind aerob, benötigen also Sauerstoff für ihr Wachstum. Wie bei vielen Vertretern der Ordnung Actinomycetales bildet auch Gordonia Zellen in Form von Filamenten aus. Diese lang gestreckten und verzweigten Zellen bilden Geflechte, die auch als Myzel bezeichnet werden. Die Filamente können in einzelne Zellen zerfallen, die in der Form Stäbchen oder Kokken ähneln.
Als Vertreter der Actinomycetales in der Abteilung Actinobacteria gehören sie zu den Bakterien mit hohem GC-Gehalt, also einem hohen Anteil der Nukleinbasen Guanin und Cytosin in der Bakterien-DNA. Genetische Untersuchungen an zwei Vertretern haben einen GC-Gehalt von 67 bis 68 Mol-Prozent ergeben. Das Genom weist eine Größe von 5210 bis 5441 Kilobasenpaaren (kb) auf und ist auf einem ringförmigen Bakterienchromosom lokalisiert. Ein untersuchter Bakterienstamm, der als  Gordonia sp. KTR9 bezeichnet wird, verfügt zusätzlich noch über drei Plasmide, deren Größe mit 89 kb, 182 kb bzw. 172 kb deutlich geringer ausfällt im Vergleich zum Bakterienchromosom.

## Vorkommen und Bedeutung
Wie andere Vertreter der Ordnung Actinomycetales bzw. der Familie Nocardiaceae ist ihr typisches Habitat der Boden. Sie sind auf der ganzen Welt verbreitet und bereits an vielen verschiedenen Orten isoliert worden, z. B. wurde die Spezies Gordonia shandongensis 2007 aus Boden in China isoliert. Gordonia westfalica wurde 2002 in der Nähe von Münster isoliert und nach dem Fundort benannt.
Sie sind von ökologischer Bedeutung, da sie zahlreiche organische Verbindungen abbauen, die von den meisten Bakterien nicht verwertet werden können, unter anderem Kohlenwasserstoffe. So ist beispielsweise die Spezies Gordonia polyisoprenivorans in der Lage, Polyisopren-Kautschuk (die künstlich produzierte Variante des Naturkautschuks) abzubauen, sie wurde 1999 aus dem Schmutzwasser in einem verfallenen Autoreifen isoliert. Dieser Fund führte zu einem Screening Programm, in dem nach „Gummi-abbauenden Mikroorganismen“ (rubber-degrading microorganisms) gesucht wurde, denn zuvor gab es wenig Erkenntnisse über die Systematik dieser Bakterien. Mit dem Wort Gummi ist ursprünglich der Naturkautschuk gemeint. Kautschuk ist ein Polymer, das aus den Monomeren (Untereinheiten) Isopren aufgebaut ist, das Polymer wird als cis-1,4-Polyisopren bezeichnet. Die synthetisch hergestellte Variante Isopren-Kautschuk ist vergleichbar aufgebaut. Im Rahmen des Screenings wurden noch weitere Bakterien gefunden, die in der Lage sind, cis-1,4-Polyisopren abzubauen, u. a. Gordonia westfalica.
Auch weitere im Boden vorhandene, häufig durch den Menschen eingebrachte (anthropogene) Stoffe können durch Gordonia-Arten abgebaut werden. Gordonia alkanivorans kann Alkane, eine Gruppe der gesättigten Kohlenwasserstoffe, abbauen und wurde in mit Teer kontaminiertem Boden gefunden. Sogenannte persistente Stoffe sind Verbindungen, die im Allgemeinen unverändert in der Umwelt verbleiben, allerdings hat man zuletzt Gordonia-Arten entdeckt, die einzelne dieser Stoffe abbauen können. Beispiele dafür sind vom Pyridin abgeleitete Verbindungen, wie das 3-Methylpyridin (3-Picolin) und das 3-Ethylpyridin, die ebenfalls durch Gordonia alkanivorans abgebaut werden können. Die schwefelhaltigen Verbindungen Benzothiophen und Dibenzothiophen können durch Gordonia desulfuricans bzw. Gordonia amicalis abgebaut werden.

## Systematik

### Historische Entwicklung
Viele Arten von Rhodococcus wurden neu bestimmt und 1989 der Gattung Gordona zugeordnet. 1997 wurde der Gattungsname dann in Gordonia korrigiert. Der Name wurde zu Ehren von Ruth E. Gordon gewählt, die in Fachkreisen für ihre Arbeit an der Bakteriensystematik geschätzt wird. Die Arbeiten von Stackebrandt u. a. führten 1997 dazu, dass Gordonia als Typgattung der neu etablierten Familie Gordoniaceae festgelegt wurde. Zu dieser Familie kamen noch die neu entdeckten Gattungen Skermania (1997) und Millisia (2006) hinzu.
Genetische Untersuchungen der 16S rRNA, ein für Prokaryoten typischer Vertreter der ribosomalen RNA zeigten, dass die zuletzt entdeckten Gattungen wie auch die Gattung Williamsia phylogenetisch zwischen den Familien Gordoniaceae und Nocardiaceae einzuordnen sind, dies führte 2009 dazu, die Familien Gordoniaceae und Nocardiaceae zu der erweiterten Familie Nocardiaceae zu kombinieren.

### Aktuelle Systematik
Bislang (Stand 2013) sind 34 Arten von Gordonia entdeckt worden. Gordonia bronchialis ist die Typusart der Gattung, hier die bekannten Arten:
- Gordonia aichiensis (ex Tsukamura 1983) Klatte et al. 1994
- Gordonia alkaliphila Cha und Cha 2013
- Gordonia alkanivorans Kummer et al. 1999
- Gordonia amarae (Lechevalier und Lechevalier 1974) Klatte et al. 1994
- Gordonia amicalis Kim et al. 2000
- Gordonia araii Kageyama et al. 2006
- Gordonia bronchialis (Tsukamura 1971) Stackebrandt et al. 1989
- Gordonia caeni Srinivasan et al. 2012
- Gordonia cholesterolivorans Drzyzga et al. 2009
- Gordonia defluvii Soddell et al. 2006
- Gordonia desulfuricans Kim et al. 1999
- Gordonia effusa Kageyama et al. 2006
- Gordonia hankookensis Park et al. 2009
- Gordonia hirsuta Klatte et al. 1996
- Gordonia humi Kämpfer et al. 2011
- Gordonia hydrophobica Bendinger et al. 1995
- Gordonia kroppenstedtii Kim et al. 2009
- Gordonia lacunae le Roes et al. 2009
- Gordonia malaquae Yassin et al. 2007
- Gordonia namibiensis Brandão et al. 2002
- Gordonia neofelifaecis Liu et al. 2011
- Gordonia otitidis Iida et al. 2005
- Gordonia paraffinivorans Xue et al. 2003
- Gordonia phosphorivorans Kämpfer et al. 2013
- Gordonia polyisoprenivorans Linos et al. 1999
- Gordonia rhizosphera Takeuchi und Hatano 1998
- Gordonia rubripertincta (Hefferan 1904) Stackebrandt et al. 1989
- Gordonia shandongensis Luo et al. 2007
- Gordonia sihwensis Kim et al. 2003
- Gordonia sinesedis Maldonado et al. 2003
- Gordonia soli Shen et al. 2006
- Gordonia sputi (Tsukamura 1978) Stackebrandt et al. 1989 emend. Riegel et al. 1994
- Gordonia terrae (Tsukamura 1971) Stackebrandt et al. 1989
- Gordonia westfalica Linos et al. 2002